# Loxosoma loxalina
Loxosoma loxalina är en bägardjursart som beskrevs av Assheton 1912. Loxosoma loxalina ingår i släktet Loxosoma och familjen Loxosomatidae. Inga underarter finns listade i Catalogue of Life.